# Claudia Rivas
Claudia Rivas Vega (15 de juny de 1989, Valparaíso, Mèxic) és una esportista mexicana de l'especialitat de triatló que va ser 5 vegades campiona de l'Olimpíada Nacional; campiona de Centreamèrica i del Carib a Mayagüez 2010. El 2016 es trobava en 6è lloc del rànquing mundial sub-23 i va quedar 9a als Jocs Olímpics Rio 2016.

## Origen
Va néixer a Valparaíso, Zacatecas, però resideix a Guadalajara, Jalisco. Inclusivament, en competències nacionals, ella representa a l'estat de Jalisco, en comptes del seu estat natal.

## Trajectòria
La trajectòria esportiva de Claudia Rivas s'identifica per la seva participació en els següents esdeveniments nacionals i internacionals.

### Jocs Centreamericans i del Carib
Va ser reconegut el seu triomf per ser la triatleta amb el major nombre de medalles de la selecció de  Mèxic als jocs de Mayagüez 2010.

#### Jocs Centreamericans i del Carib de Mayagüez 2010
El seu acompliment en la vintena primera edició dels jocs, es va identificar per ser la triatleta amb el major nombre de medalles entre tots els participants de l'esdeveniment, amb un total de 3 medalles:

- , Medalla d'or: Distància
- , Medalla d'or: Equips
- , Medalla d'or: Mixt